# Ibn al-Quff
Amīn al-Dawla Abū l-Faraj ibn Yaʿqūb ibn Isḥāq Ibn al-Quff al-Karakī (in arabo أمين الدولة أبو الفرج  بن يعقوب بن إسحاق بن القف الكركي‎?; al-Karak, 1233 – Damasco, 1286) è stato un medico arabo cristiano.
Medico e chirurgo, fu autore di uno dei primi trattati arabi di chirurgia.

## Vita
Ibn al-Quff - noto anche come "al-Malikī al-Masīḥī" (Il cristiano melchita) - nacque ad al-Karak (odierna Giordania), figlio di Muwaffaq al-Dīn Yaʿqūb, di fede cristiana. Suo padre ricevette un'ottima offerta professionale e si trasferì con la famiglia a Sarkhad in Siria, dove Ibn al-Quff ebbe come tutore scientifico e poi intimo amico Ibn Abi Uṣaybiʿa, che lo avviò agli studi di Medicina. 
Studiò col suo patrono e ricevette da lui una grande quantità di informazioni mediche, lesse numerose biografie sui primi medici, e trascorse molto tempo a riflettere e a elaborare le informazioni e il materiale studiato. Ibn al-Quff si recò quindi a Damasco, dove ampliò le sue conoscenze e studiò metafisica, filosofia, medicina, scienze naturali e matematica. 
Non è del tutto chiaro chi gli abbia insegnato tutte quelle discipline ma, alla fine dei suoi studi, esercitò per un po' la medicina e dimostrato il suo indubbio talento, gli fu assegnato un incarico nelle forze armate (musulmane) di stanza nell'attuale Giordania. Fu mentre serviva nell'esercito che divenne davvero famoso come medico e chirurgo. La sua reputazione si estese a tutto il mondo islamico perché era un cristiano arabo che si prendeva grande cura dei suoi pazienti, con competenza e onestà.
Dopo questo meritato periodo di celebrità, andò ad ʿAjlūn, richiamatovi dal Sultano ayyubide al-Nāṣir Ṣalāḥ al-Dīn Yūsuf (1250-1260), che lo voleva come Medico-chirurgo. Qui rimase vari anni, fin quando il Sultano mamelucco al-Ẓāhir Baybars (1260-1277) lo volle a Damasco perché operasse come medico e chirurgo nella Cittadella. Qui rimase, svolgendo anche attività di docente, fino alla sua morte, avvenuta all'età di appena 52 anni.

## Opere
Mentre operava nelle contrade giordane, Ibn al-Quff scrisse un gran numero di lavori, meritandosi le lodi e l'apprezzamento generale anche come docente. Scrisse almeno 10 commentari e libri, sette dei quali sono sopravvissuti fino ai nostri giorni in stato frammentario o integrale. Uno di essi, particolarmente famoso, fu un commentario (Sharḥ) delle Ishārāt di Ibn Sīnā, ma si pensa sia andato perduto o che Ibn al-Quff non lo abbia mai completato. 
- Kitāb al-ʿUmdat al-iṣlāḥ fī ʿamal ṣināʿat al-jarrāḥ (in arabo كتاب العمدة ﺍلاصلاﺡ في ﺻﻨﺎﻋـة الجراح‎?), ossia Nozioni di base sull'arte della chirurgia: un manuale generale medico che si occupava di anatomia e terapia con droghe, cure chirurgiche, con particolare attenzione alle ferite e ai tumori, ma non di oftalmologia (di cui era considerato anche un grande competente).[1] Il lavoro è stato pubblicato a Hyderabad (India) nel 1937, in considerazione che è considerato il più ampio testo medico di chirurgia dell'intero periodo medievale islamico. In questo libro Ibn al-Quff esponeva i collegamenti tra le arterie e le vene e i capillari. Esso spiegava, prima che fosse inventato il microscopio, il funzionamento delle valvole e la loro apertura e chiusura.
- al-Shafi fī l-Ṭibb: sua prima enciclopedia medica, completata ai primi del 1272.
- Jāmiʿ al-gharaḍ fī ḥifẓ al-ṣiḥḥa wa dafʿ al-maraḍ (in arabo جامع الغرض في حفظ الصحة ودفع المرض‎?): sulla medicina preventiva e la tutela della salute. In 60 capitoli, completata verso il 1275. Esistono dell'opera vari manoscritti.
- al-Uṣūl fī sharḥ al-fuṣūl: Commentario in 2 volumi dei lavori di Ippocrate.
- Risāla fī manāfiʿ al-aḍā al-insāniyya: trattato sull'anatomia degli organi umani.
- Zubda al-ṭabīb: consigli per la pratica medica.
- Sharḥ al-Qānūn: commentario sul lavoro di Avicenna al-Qānūn fī l-Ṭibb.